# 小山和伸
小山 和伸（おやま かずのぶ、1955年〈昭和30年〉2月18日 - ）は、日本の経済学者、博士（経済学）。神奈川大学経済学部現代ビジネス学科教授（経営組織論、戦略論）。

## 経歴
東京都出身。東京都立大泉高等学校、横浜国立大学経営学部卒業後、東京大学大学院経済学研究科博士課程入学。大学院修了後、神奈川大学経済学部専任講師、同大助教授を経て、1995年東京大学より博士（経済学）（論文博士）の学位を授与される。同年、神奈川大学経済学部教授（現職）。
1998年7月の第18回参議院議員通常選挙で比例区に維新政党・新風公認（名簿1位）で出馬も、落選。続く2001年7月の第19回参議院議員通常選挙にも比例区に維新政党・新風公認の党副代表として出馬したが、再び落選した。
2021年4月、フランス国立社会科学高等研究院(EHESS)に客員研究員として招聘され、一年間にわたってフランスの原子力発電の実態を調査する。日仏の原発に関する比較研究を目指す。日仏財団(FFJ)、およびEHESS公式紹介記事を参照。
一般社団法人「メディア報道研究政策センター」理事長、小山経営研究所所長(公式ホームページ参照)。

## 人物
党派を超えて西村真悟を支援している。
藤原秀郷流小山氏の末裔として、藤裔会の東京支部役員、本部理事を務める。

## 出演
- 桜プロジェクト、報道ワイド日本 Weekend（キャスター、日本文化チャンネル桜、2007年6月26日 - ）
  - コラム「早い話が...」も担当

## 著書

### 単著
- 『技術革新の戦略と組織行動』（増補版）白桃書房、1998年（原著1992年）。ISBN 4561253017。
- 『救国の戦略』展転社、2002年。ISBN 4-88656-219-1。
- 『リーダーシップの本質－失意から成功への回帰』白桃書房、2008年。ISBN 978-4-561510697。
- 『選択力：選ぶ時も選ばれる時も得をする：人生は「選ぶ・選ばれる」の連続である』主婦の友社、2010年。ISBN 978-4-07-267200-6。
- 『ウソだろ!? バリアフリー：切りひらけ！不要介護時代への道』晃洋書房、2010年。ISBN 978-4-7710-2167-9。
- 『戦略がなくなる日：戦略は立てた瞬間から時代遅れに』主婦の友社〈主婦の友新書〉、2011年。ISBN 978-4-07-275286-9。
- 『不況を拡大するマイナス・バブル：恐るべきチューリップ・バブルの血脈』晃洋書房、2012年。ISBN 978-4-7710-2386-4。
- 『これでも公共放送かNHK!：君たちに受信料徴収の資格などない』展転社、2014年。ISBN 978-4-88656-397-2。
- 『無知と文明のパラドクス：複雑系社会へのハイエク・アプローチ』晃洋書房、2017年。ISBN 978-4-7710-2808-1。
- 『パリ滞在記』展転社、2022年。
- Management of Technological Risk and Performance - Technology as forbidden fruit for human beings -　　　Kriventa, 2025

### 翻訳
- R.A.バーゲルマン、L.R.セイルズ 著、海老沢栄一・小林肇・小山 訳『企業内イノベーション：社内ベンチャー成功への戦略組織化と管理技法』ソーテック社、1987年。ISBN 4881666010。